# Leucosolenia aboralis
Leucosolenia aboralis är en svampdjursart som beskrevs av Brøndsted 1931. Leucosolenia aboralis ingår i släktet Leucosolenia och familjen Leucosoleniidae. Inga underarter finns listade i Catalogue of Life.